# Збігнєв Бадура
Збігнєв Бадура (пол. Zbigniew Badura нар. 27 липня 1920 в Лівіці, Цешинський район) - польський авіаконструктор, льотчик.
У 1939 році отримав неповний диплом середньої школи, але початок війни перервав його освіту. Бадура працював у Рабці в дорожній компанії до кінця військових операцій. Відновив навчання в 1945 році в середній школі для дорослих ім Я. Собєского у Кракові, де в 1946 отримав диплом про повну середню освіту. У тому ж році був прийнятий на перший курс навчання на факультеті механічного машинобудування Сілезького технологічного університету, а потім перевівся до авіаційного кафедри політехнічних факультетів у Гірничо-металургійній академії (AGH) у Кракові. У 1951 році отримав звання інженера-механіка і магістра технічних наук в галузі авіації.
З травня 1951 року Бадура почав працювати на експериментальній станції "Планер" як старший конструктор. З 1954 очолював Департамент прототипів. Бадура був членом команд, які розробляли проекти для планерів SZD-8 Jaskółka, SZD-9 Bocian та SZD-13 Wampir. У 1952 разом з інж. Владиславом Окармусем та ін. Яном Дюрком працював над розробкою навчального планера SZD-12 Mucha 100.
У 1955 році, як головний конструктор, він працював над планером SZD-15 Sroka, а в 1959 році також як головний конструктор, працював на планері підготовки SZD-16 Gil. У 1960 р. Бадура розробив попередній (аеродинамічний) дизайн планерів підготовки та виконання SZD-25 Lis.
У 1960 р. Разом з інж. Тадеушем Лабучем працював над двоколійним експериментальним планерним проектом SZD-28 (летюча лабораторія).
З 1962 Працював заступником начальника будівельного бюро, а в 1963 р. Став головним інженером Заклада спортивного планування, та заступником директора з технічних питань.
У серпні 1939 року в льотному училищі Голешову, отримав пілотні категорії A і B. У 1956 році він продовжив навчання для отримання категорії C. Проте через труднощі зі здоров'ям він повинен був відмовитися від польотів.